# Cartonema
Cartonema es un género de plantas con flores con 7  especies, perteneciente a la familia Commelinaceae. Comprende 8 especies desc ritas y de estas, solo 7 aceptadas. Natural de Nueva Guinea y Australia principalmente en Queensland. Es el único género de la subfamilia Commelinaceae y de la tribu Cartonemateae.

## Descripción
Son plantas herbáceas, perennes, densamente glandulares y no suculentas. Los tallos son cilíndricos o con sección oval.  Las hojas son alternas en espiral, herbáceas, sésiles, coriáceas. Las flores son hermafroditas y se disponen en inflorescencias terminales. El fruto es una cápsula.

## Taxonomía
El género fue descrito por Robert Brown y publicado en Prodromus Florae Novae Hollandiae 271. 1810. La especie tipo es: Cartonema spicatum R.Br.	

## Especies aceptadas
A continuación se brinda un listado de las especies del género Cartonema aceptadas hasta noviembre de 2013, ordenadas alfabéticamente. Para cada una se indica el nombre binomial seguido del autor, abreviado según las convenciones y usos.
- Cartonema baileyi F.M.Bailey
- Cartonema brachyantherum Benth.
- Cartonema parviflorum Hassk.
- Cartonema philydroides F.Muell.
- Cartonema spicatum R.Br.
- Cartonema tenue Caruel
- Cartonema trigonospermum C.B.Clarke